# Manoir Simenoğlu
 (mai 2024).
Le manoir Simenoğlu (en turc Simenoğlu köşkü) est un bâtiment historique situé dans le quartier Yeşilköy du district de Bakırköy à Istanbul. Edifié vers 1900, le manoir a été enregistré comme œuvre d’architecture civile en 2000.
Le manoir, construit conformément à l’architecture des demeures d’Istanbul du XIXe siècle, présente d’élégantes décorations créées avec des motifs géométriques sous les avant-toits et sur les balcons. De nombreux films turcs y ont été tournés dans les années 70.